# Liste der Kulturdenkmale in Rathjensdorf
In der Liste der Kulturdenkmale in Rathjensdorf sind alle Kulturdenkmale der schleswig-holsteinischen Gemeinde Rathjensdorf (Kreis Plön) und ihrer Ortsteile aufgelistet (Stand: 10. März 2025).

## Legende
In den Spalten befinden sich folgende Informationen:
- Objekt-ID: die Nummer des Kulturdenkmales
- Lage: die Adresse des Kulturdenkmales und die geographischen Koordinaten. Kartenansicht, um Koordinaten zu setzen. In der Kartenansicht sind Kulturdenkmale ohne Koordinaten mit einem roten Marker dargestellt und können in der Karte gesetzt werden. Kulturdenkmale ohne Bild sind mit einem blauen Marker gekennzeichnet, Kulturdenkmale mit Bild mit einem grünen Marker.
- Offizielle Bezeichnung: Bezeichnung des Kulturdenkmales
- Beschreibung: die Beschreibung des Kulturdenkmales
- Bild: ein Bild des Kulturdenkmales

## Bauliche Anlagen
| Objekt-ID      | Lage                                           | Offizielle Bezeichnung         | Beschreibung | Bild |
| -------------- | ---------------------------------------------- | ------------------------------ | --- | ---- |
| 5448           | Am Ziegelbusch 2 (54° 11′ 25″ N, 10° 24′ 5″ O) | ehem. Kuhhaus                  | ehem. Kuhhaus; Anfang 19. Jh.; mächtiger, langgestreckter Backsteinbau mit hohem Schopfwalmdach, mittiger Vorbau mit abgewalmtem Dach - Begründung: geschichtlich, städtebaulich, Kulturlandschaft prägend - Schutzumfang: gesamtes Objekt - Denkmaltyp: Bauliche Anlage | BW   |
| 11367 Wikidata | Eulenkrug 1 a–b (54° 10′ 33″ N, 10° 26′ 3″ O)  | Wohn- und Wirtschaftsgebäude   | Alteintragung (Aktualisierung vorgesehen) - Begründung: Alteintragung (Aktualisierung vorgesehen) - Schutzumfang: Alteintragung (Aktualisierung vorgesehen) - Denkmaltyp: Bauliche Anlage                                                                                | BW   |
| 11368 Wikidata | Eulenkrug 1 a–b (54° 10′ 33″ N, 10° 26′ 3″ O)  | nördl. Fachwerkspeicher        | Alteintragung (Aktualisierung vorgesehen) - Begründung: Alteintragung (Aktualisierung vorgesehen) - Schutzumfang: Alteintragung (Aktualisierung vorgesehen) - Denkmaltyp: Bauliche Anlage                                                                                | BW   |
| 11369          | Eulenkrug 1 a–b (54° 10′ 33″ N, 10° 26′ 3″ O)  | südl. Fachwerkspeicher         | Alteintragung (Aktualisierung vorgesehen) - Begründung: Alteintragung (Aktualisierung vorgesehen) - Schutzumfang: Alteintragung (Aktualisierung vorgesehen) - Denkmaltyp: Bauliche Anlage                                                                                | BW   |
| 2768 Wikidata  | Eulenkrug 2 a–b (54° 10′ 33″ N, 10° 26′ 2″ O)  | Ehem. Gasthaus Eulenkrug       | Alteintragung (Aktualisierung vorgesehen) - Begründung: Alteintragung (Aktualisierung vorgesehen) - Schutzumfang: Alteintragung (Aktualisierung vorgesehen) - Denkmaltyp: Bauliche Anlage                                                                                | BW   |
| 5446 Wikidata  | Eulenkrug 2 a–b (54° 10′ 34″ N, 10° 26′ 1″ O)  | Stallgebäude am ehem. Gasthaus | Alteintragung (Aktualisierung vorgesehen) - Begründung: Alteintragung (Aktualisierung vorgesehen) - Schutzumfang: Alteintragung (Aktualisierung vorgesehen) - Denkmaltyp: Bauliche Anlage                                                                                | BW   |
| 38663          | Hörn 1 (54° 11′ 4″ N, 10° 25′ 52″ O)           | Fachwerkkate                   | Fachwerkkate; 18. Jh.; eingeschossiger traufständiger Fachwerkbau mit reetgedecktem Schopfwalmdach, mit Nebengebäude Begründung: geschichtlich, städtebaulich, Kulturlandschaft prägend Schutzumfang: Fachwerkkate, Nebengebäude Denkmaltyp: Bauliche Anlage             | BW   |
| 38666          | Schulweg 2 (54° 11′ 7″ N, 10° 25′ 37″ O)       | Alte Schule                    | Alte Schule; 1938; eingeschossiger traufständiger Backsteinbau im Heimatschutzstil mit steilem Satteldach und Querhausgiebeln auf jeder Seite, mit Baumkranz Begründung: geschichtlich, städtebaulich Schutzumfang: Alte Schule, Baumkranz Denkmaltyp: Bauliche Anlage   | BW   |
| 100 Wikidata   | Seekamp (54° 10′ 21″ N, 10° 23′ 5″ O)          | ehem. Inspektorat              | Alteintragung (Aktualisierung vorgesehen) - Begründung: Alteintragung (Aktualisierung vorgesehen) - Schutzumfang: Alteintragung (Aktualisierung vorgesehen) - Denkmaltyp: Bauliche Anlage                                                                                | BW   |
| 101 Wikidata   | Seekamp (54° 10′ 22″ N, 10° 23′ 7″ O)          | Wirtschaftsgebäude             | Alteintragung (Aktualisierung vorgesehen) - Begründung: Alteintragung (Aktualisierung vorgesehen) - Schutzumfang: Alteintragung (Aktualisierung vorgesehen) - Denkmaltyp: Bauliche Anlage                                                                                | BW   |

## Quelle
- Liste der Kulturdenkmale in Schleswig-Holstein – Kreis Plön (PDF)